# Tmall
Tmall.com (кит.天猫), колишній торговий центр Taobao, - це китайський вебсайт для інтернет-роздрібної торгівлі між споживачами (B2C), відокремлений від Taobao, керований в Китаї Alibaba Group . Це платформа для місцевого китайського та міжнародного бізнесу, щоб продавати товари з торговою маркою споживачам у материковому Китаї, Гонконгу, Макао та Тайвані . Будучи другим найбільшим у світі вебсайтом електронної комерції після Taobao, станом на лютий 2018 року він має понад 500 мільйонів активних користувачів щомісяця . За версією Alexa це третій найпопулярніший вебсайт у світі.

## Історія
Tmall.com був вперше представлений Taobao в квітні 2008 року як Taobao Mall (спрощена кит. мова: 淘 宝 商城; традиційна кит.: 淘 寶 商城; піньїнь: Táobǎo Shāngchéng), спеціалізована платформа B2C у межах вебсайту споживчої електронної комерції.
У листопаді 2010 року компанія Taobao Mall запустила незалежний вебдомен tmall.com для розмежування списків своїх торговців, які є власниками торгових марок або уповноваженими дистриб'юторами, від торговців C2C Taobao. Тим часом вона розпочала рекламну кампанію на суму 30 мільйонів доларів США для підвищення обізнаності про бренд серед споживачів. Він також оголосив про посилене зосередження уваги на вертикалі продукції та вдосконаленні досвіду покупок.
У червні 2011 року голова групи Alibaba та генеральний директор Джек Ма оголосив про капітальну реструктуризацію Taobao через внутрішній електронний лист. Він був реорганізований у три окремі компанії. В результаті Tmall.com став незалежним бізнесом в рамках групи Alibaba. Інші два підприємства, які стали результатом реорганізації, - це ринок Taobao (ринок C2C) та eTao (пошукова система для покупок). Цей крок, як вважають, необхідний для Taobao для "подолання конкурентних загроз, що виникли за останні два роки, протягом яких Інтернет-ландшафт та електронна комерція різко змінилися".
У жовтні 2011 року Tmall.com пережив дві наступні хвилі мережних заворушень, оскільки значно підвищив плату за Інтернет-постачальників. Плата за послуги підвищилася з 6000 юанів ($940) до 60 000 юанів ($9 400) на рік, а обов'язковий депозит з фіксованою сумою пішов з 10 000 юанів ($1570) до 150 000 юанів ($23 500). За інформацією Tmall.com, підвищення цін покликане допомогти відмовити торговців, які занадто часто є джерелом підробок, сором'язливих продуктів та поганого обслуговування клієнтів. Магазини, які отримують найвищі рейтинги за обслуговування та якість від покупців та високі обсяги продажів, мають право на часткове або повне повернення коштів.
11 січня 2012 року TMall.com офіційно змінив свою китайську назву на Тіань Мао (天 猫), китайську вимову Tmall, що буквально означає «небесна кішка».
У I кварталі 2013 року Tmall займає 51,3% китайського ринку B2C.
Бренди, які наразі мають магазини на Tmall.com, включають Auchanwines, P&G, Adidas, UNIQLO, GAP, Nine West, Reebok, ECCO, Ray-Ban, New Balance, Umbro, Lenovo, Dell, Nokia, Philips, Samsung, Logitech, Lipton та Ватсони
У лютому 2014 року Alibaba запустив Tmall Global [Архівовано 6 травня 2022 у Wayback Machine.] як транскордонний ринок для іноземних брендів і торговців, які продавали безпосередньо китайським споживачам. Транскордонна модель вимагає від торговців більше не мати юридичної особи в Китаї, а також не мати акцій у країні. Деякі з найбільших флагманських магазинів Tmall Global включають Costco з США та dm-drogerie markt з Німеччини. Tmall запускає нові партнерські стосунки з розкішними брендами щомісяця в 2018 році.

## Метрики
На даний момент Tmall.com пропонує понад 70 000 міжнародних та китайських брендів більш ніж 50 000 торговців і обслуговує понад 180 мільйонів покупців.     Tmall.com займає перше місце серед усіх китайських вебсайтів роздрібної торгівлі B2C за 2010 рік за обсягом транзакцій, із валовим обсягом товарів у розмірі 30 мільярдів юанів - приблизно втричі більше, ніж сприяє 360buy, його найближчий конкурент.     На цей сайт припадає 47,6% частки ринку роздрібної торгівлі B2C в Китаї, далі 16,2% від 360buy та 4,8% Amazon.cn
За інформацією Alexa, станом на липень 2014 року Tmall.com був 18-м найбільш відвідуваним вебсайтом у світі та 7-м найпопулярнішим сайтом у Китаї.

## Особливості
Alipay, платформа для онлайн-платежів на основі депозитів, що належить Alibaba Group, є найкращим рішенням для оплати транзакцій на Tmall.com.
Як і на ринку Taobao, платформа електронної комерції C2C в рамках групи Alibaba, покупці та продавці можуть спілкуватися перед покупкою через AliWangWang ( кит.阿里旺旺), її власна вбудована програма для обміну миттєвими повідомленнями . У китайських інтернет-покупців стало звичкою «спілкуватися» з продавцями або їх командою з обслуговування клієнтів через AliWangWang, щоб дізнатись про товари, брати участь в торгах тощо перед покупкою.     .
На відміну від продажів в Інтернеті на таких торгових майданчиках, як Amazon, для роботи магазину TMall потрібна спеціалізована та спеціальна багатофункціональна команда. Такий колектив може бути прийнятий на роботу в торговельний дім, або, як у більшості випадків, управляється через сертифіковане агентство партнерів Tmall ("TP"), яке постійно здійснює управління магазином від імені власника магазину.

## Список Літератури
1. ↑  Tmall.com Site Info. Alexa Internet. Архів оригіналу за 18 грудня 2020. Процитовано 22 липня 2019. [Архівовано 18 грудня 2020 у Wayback Machine.]
2. ↑  Alexa Top 500 Global Sites. www.alexa.com (англ.). Архів оригіналу за 20 березня 2022. Процитовано 29 вересня 2019. [Архівовано 2019-05-26 у Wayback Machine.]
3. ↑  Tmall Global GMV up 1,000 percent Since February Launch - Alizila. Alizila (амер.). 29 грудня 2014. Архів оригіналу за 27 листопада 2020. Процитовано 8 березня 2017.
4. ↑  Web2Asia launches dm-drogerie markt on Alibaba Tmall Global. 6 березня 2017. Архів оригіналу за 8 березня 2017. Процитовано 8 березня 2017.
5. ↑  tmall.com. Alexa Internet, Inc. Архів оригіналу за 18 грудня 2020. Процитовано 9 жовтня 2013. [Архівовано 2020-12-18 у Wayback Machine.]

## Зовнішні посилання
- Official website [Архівовано 20 серпня 2015 у Wayback Machine.] (кит.)